# 365 днів (фільм, 2020)
«365» днів ( пол. 365 Dni    ) - польський еротичний фільм 2020 року, режисерами якого стали Барбара Біловес та Томаш Мандес. У його основі лежить перший роман трилогії, написаної Бланкою Ліпінською .    У фільмі йдеться про молоду варшавську жінку, неволею залежну від сицилійського чоловіка, який викрадає її, ув'язнює й дає 365 днів, щоб покохати його. У фільмі зіграли Мікеле Морроне в ролі Дона Массімо Торрічеллі та Анна-Марія Сіклуцька в ролі Лаури Біл. Фільм вийшов у кінотеатрах Польщі 7 лютого 2020 року, а ширшій авдиторії став доступним на Netflix 7 червня 2020 року , швидко привернувши увагу глядачів по всьому світу.    Фільм отримав багато негативних відгуків від експертів, які розкритикували його в порнографії та сексуальному насильстві.

## Сюжет
Після зустрічі сицилійської мафіозної родини Торрічеллі та дилерів чорного ринку Массімо Торрічеллі помічає вродливу жінку на пляжі. Його батька, лідера клану сицилійської мафії, застрелено. 
Через п'ять років Массімо стає лідером клану Торрічеллі. Лаура Біль, успішний директор готелю, незадоволена стосунками зі своїм хлопцем, Мартіном. Лаура святкує своє 29-річчя в Італії, але після того, як Мартін засмучує її, вона виходить на прогулянку й натрапляє на Массімо, який її викрадає. 
На своїй віллі Массімо повідомляє Лаурі, що він помітив її ще на пляжі п’ять років тому і  з того часу все, про що він міг думати, — це вона. Шукаючи її протягом кількох років і нарешті знайшовши, він має намір утримувати її протягом 365 днів, доки вона не закохається в нього. Він також обіцяє Лаурі, що не буде чіпати її без згоди. Утекти дівчині не вдається.

## Актори
- Мікеле Морроне —   Массімо Торрічеллі
- Анна-Марія Сіклуцька —  Лаура Біль
- Броніслав Вроцлавський —  Маріо
- Отар Саралідзе —  Доменіко
- Магдалена Лампарська —  Ольга
- Наташа Урбанська —  Ганна
- Гражина Саполовська —  Клара Біль, мати Лаури
- Томаш Стокінгер — Томаш Біль, батько Лаури
- Джанні Паризі —  батько Массімо
- Матеуш Ласовський — Мартін
- Бланка Ліпінська — епізодична роль[7]

## Виробництво
Кіносцени знімались насамперед у Польщі ( Варшава, Краків та Неполоміце ) та в Італії ( Санремо ). 

## Саундтрек
Тематичну пісню фільму "Feel It"  разом із піснями "Watch Me Burn", "Dark Room" і "Hard for Me" співає Morrone. Пісні "I See Red", "Give Em Hell" і "Wicked Ways" співали всі, хто любить поза законом, він же Бонні та Тейлор Сімс.  "I See Red" зайняв перше місце на діаграмі Spotify Viral 50 у США, а "Hard for Me" також у топ-5.  Morrone and Everybody Loves a Outlaw потрапили у топ-10 рейтингу Rolling Stone's Breakthrough 25 Chart.  

## Випуск
365 днів було випущено в Польщі 7 лютого 2020 року і фільм заробив 9 мільйонів доларів.  У Великій Британії фільм вийшов обмеженим кінотеатрамльним колом 14 лютого 2020 року та зібрав $ 494 181  перед прем'єрою на Netflix у червні 2020 року 

## Прийом
Фільм увійшов до трійки найпопулярніших матеріалів на Netflix на численних територіях, включаючи Німеччину, Бразилію, Саудівську Аравію, Ліван, Литву, Швейцарію, Нідерланди, Бельгію, Туреччину, Швецію, Австрію, Чехію, Словаччину, Грецію, Румунію, Південна Африка, Португалія, Бангладеш, Індія, Об’єднані Арабські Емірати, Велика Британія, Маврикій, Канада, Ізраїль, Нова Зеландія, Малайзія та США.   Це був перший фільм, який мав два багатоденних періоди, як фільм No1 у США від Netflix: він був No1 протягом 4 днів, потім замінений у цьому положенні на Da 5 Bloods, але потім, через 3 дні, повернувся до No1. Таким чином, фільму був 10 днів, як №1, другий в історії чарту. 
365 днів провели паралелі з еротичною драмою 2015 року " П'ятдесят відтінків сірого", але отримали високу оцінку за сміливіші сцени сексу.     Його критикували за романтизацію викрадення людей та зґвалтування.     На веб сайті агрегатора оглядів Rotten Tomatoes фільм має рейтинг затвердження 0% на основі 14 відгуків. 

## Продовження
Робота над сіквелом планується, але затримана пандемією COVID-19 . 